# 中原正木
中原 正木（なかはら まさき、1926年 - )は、日本の小中学校教師。理科専門。

## 人物・来歴
福岡県生まれ。1949年九州大学理学部卒。公立・私立の小中学校の理科教師。
教育科学研究協議会会員。

## 著書
- 『科学をこう教える 自然科学教育の本質とその展開』（国土社） 1965
- 『科学的自然観の形成』（明治図書出版、現代の授業 理科） 1966
- 『生物学教育論』（国土社） 1968
- 『理科教育の構想 小学校低学年から中学3年まで』（新生出版） 1978.3
- 『人類の歩いてきた道 「星くず」から人間まで』（講談社、身近な科学シリーズ） 1981.11
- 『人は足から人間になった 人のからだの起源と進化』（労働旬報社、青春ライブラリー、シリーズ自然と科学） 1991.3
- 『たのしい飼育と栽培 自然のなかで育つ子どもたち』（労働旬報社、シリーズ保育・幼児教育） 1991.8

### 共編著
- 『進化とはなにか』（真船和夫, 小原秀雄共著、三一書房・新書） 1963
- 『講座・現代の自然科学教育 第3 生物学の教育』（編著、明治図書出版） 1964
- 『小学校理科教育はこれでよいか 改訂指導要領にみる問題点』（真船和夫共編、国土社） 1969
- 『中学校理科教育はこれでよいか 改訂指導要領にみる問題点』（真船和夫共編、国土社） 1971
- 『理科 わたしならこうする 5年』（編、国土社） 1975
- 『理科教育・理論と実践』（石井進共著、新生出版） 1989.3